# Kivy
Kivy ist ein GUI-Toolkit zur plattformübergreifenden Programmierung grafischer Benutzeroberflächen.

## Zielsetzung
Kivy stellt eine Bibliothek bereit, um Multitouch-Apps mit Natural User Interfaces (NUI) zu entwickeln. Die App kann dann unter Android, iOS, Linux, Mac OS X oder Windows laufen.

## Ursprung
Kivy stellt eine Fortentwicklung des Projekts PyMT dar. Die Nutzung von Kivy gegenüber PyMT wird für neue Projekte empfohlen.

## Umfang des Frameworks
Die Bibliothek bietet neben einer Reihe von Widgets auch eine breite Unterstützung für Maus- oder Tastaturevents. Das Framework hat eine weite Auswahl an Designelementen, wie verschiedenste Sorten von Buttons und Icons sowie anderen Steuerelementen, die eine Interface-Programmierung erleichtern. Jedoch fehlen noch einige Funktionalitäten, die in anderen Bibliotheken realisiert wurden, beispielsweise unterstützt die TextInput-Klasse Tagging jeglicher Art nicht.

## Beispielprogramm
Ein einfaches Beispielprogramm, das einen Button ausgibt:
```
from
 
kivy.app
 
import
 
App

from
 
kivy.uix.button
 
import
 
Button

class
 
TestApp
(
App
):

    
def
 
build
(
self
):

        
return
 
Button
(
text
=
'Hello World'
)

TestApp
()
.
run
()

```